# Urška Čerče
Urška Čerče, slovenska novinarka in televizijska voditeljica
Igrala je klavir.
Med oktobrom 2004 in decembrom 2005 je bila programska direktorica nekdanje televizija Prva TV, ki je nastala iz kanala TV3. Tam je vodila oddaji Urška šov in Supernova multitalents.
Leta 2006 je bila članica ene od žirij na finalnih predizborih za Rock Otočec.
Je podpredsednica društva Raum AU.